# Else Wohlgemuth
Else Wohlgemuth, verheiratete Gräfin von Thun und Hohenstein (* 1. Januar 1881 in Berlin; † 30. Mai 1972 in Wien) war eine deutsch-österreichische Schauspielerin.

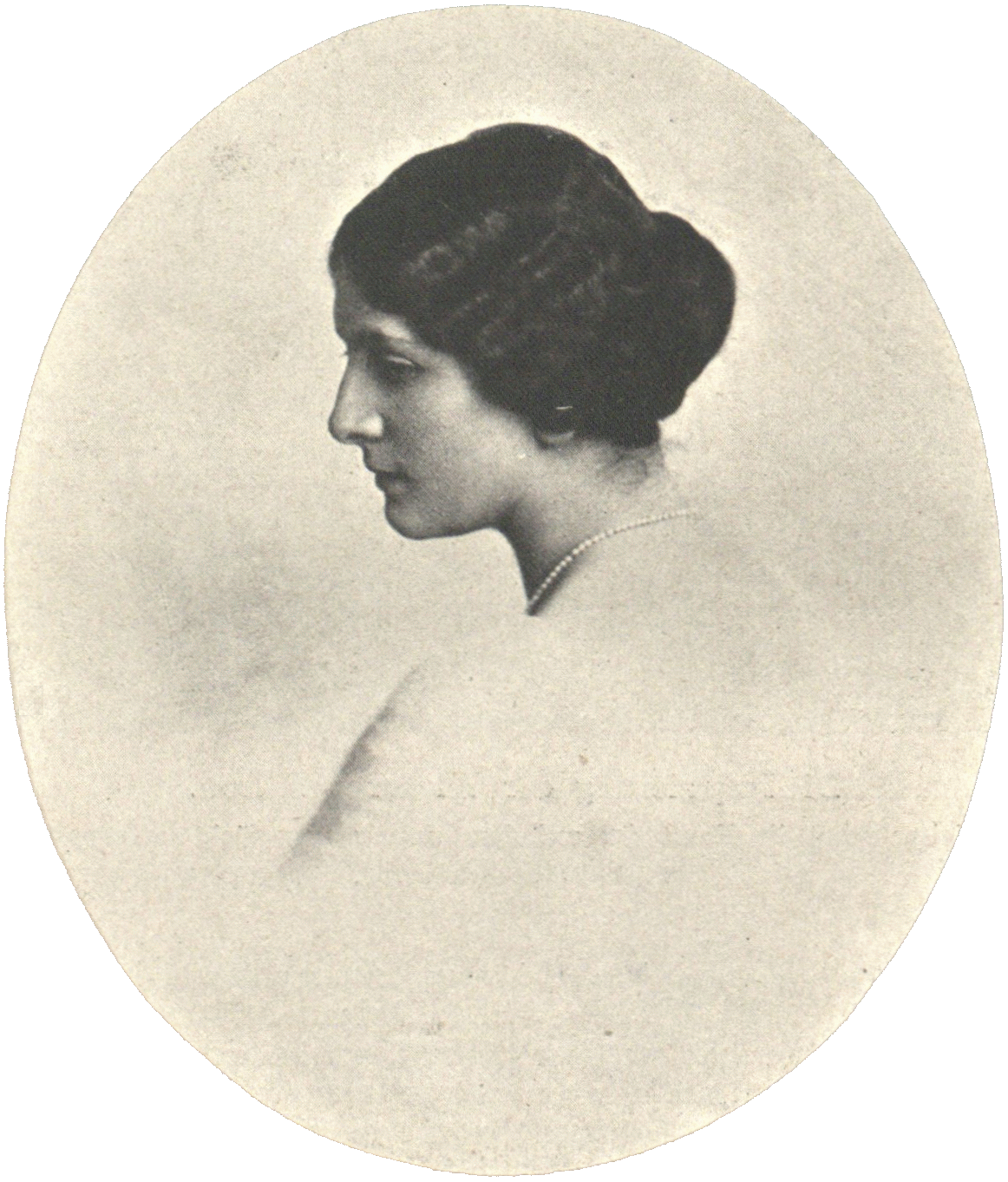
Hofschauspielerin Else Wohlgemuth, Foto: Franz Xaver Setzer, 1918

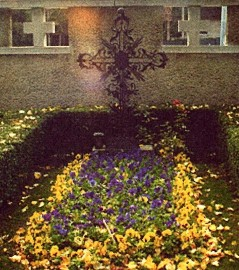
Grabstätte von Else Wohlgemuth

## Leben und Wirken
Else Wohlgemuth war eine der großen Schauspielerinnen des Wiener Burgtheaters. Einen ersten Erfolg konnte sie 1910 als Anna in Richard III. feiern. Sie erhielt 1913 den Titel Hofschauspielerin. 1935 wurde Wohlgemuth Ehrenmitglied des Hauses und erhielt den Burgtheaterring.
Im Jahr 1938 musste sie nach dem „Anschluss“ Österreichs wegen ihrer jüdischen Abstammung emigrieren.
Nach der Rückkehr aus dem Exil spielte sie ab 1945 wieder in allen großen Frauengestalten: Iphigenie, Sappho, Desdemona, Minna von Barnhelm, Leonore in Die Verschwörung des Fiesco zu Genua. Die Titelrolle in Maria Stuart war ihre Krönung. Ernst Haeusserman schreibt in seinem Buch über das Burgtheater: „sozusagen die geborene Königin des klassischen Repertoires“. Sie gestaltete den damals feierlichen Aufführungsstil, majestätisch, mit Grazie und dem verhaltenen Pathos in ihrer Stimme mit.
Zu Weihnachten 1916 bekam Else Wohlgemuth vom jungen Hans Kaltneker die Gedichtfolge „Tasso an die Prinzessin“ überreicht, die ihr gewidmet ist.
Wohlgemuth war seit 30. April 1918 mit Graf Emmerich von Thun und Hohenstein (1876–1957) verheiratet und wurde dadurch italienische Staatsbürgerin.
Ihre letzte Ruhe fand sie auf dem Hietzinger Friedhof (Gr. 71, R. 11. Nr. 14). Im Jahr 1982 wurde in Wien-Donaustadt (22. Bezirk) die Wohlgemuthgasse nach ihr benannt. Ihr Nachlass befindet sich im St. Pöltener Stadtarchiv.

## Rollenbilder

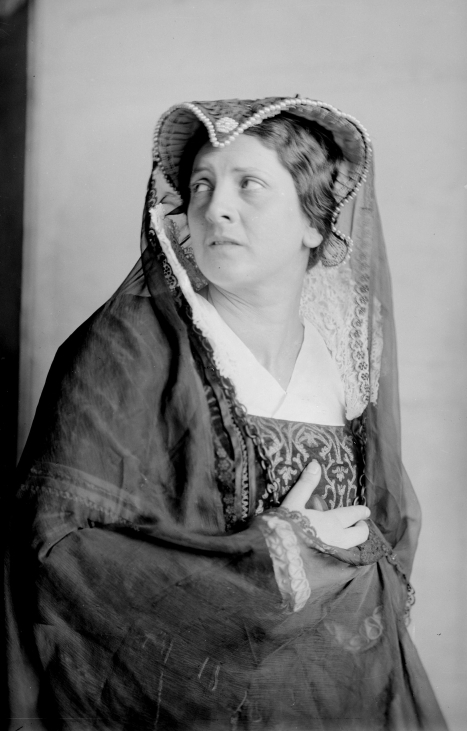
Else Wohlgemuth als Maria Stuart, Foto: Ferdinand Schmutzer
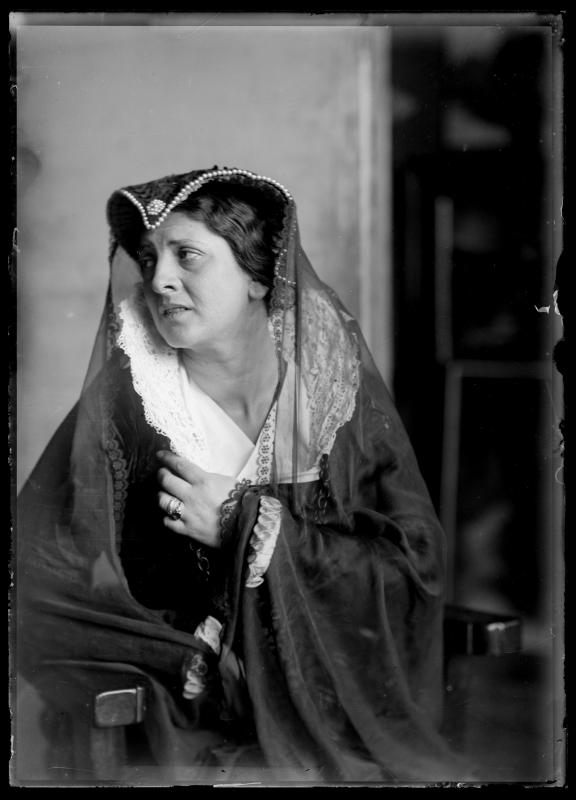
Else Wohlgemuth, Rollenbildnis als Maria Stuart, Foto: Ferdinand Schmutzer
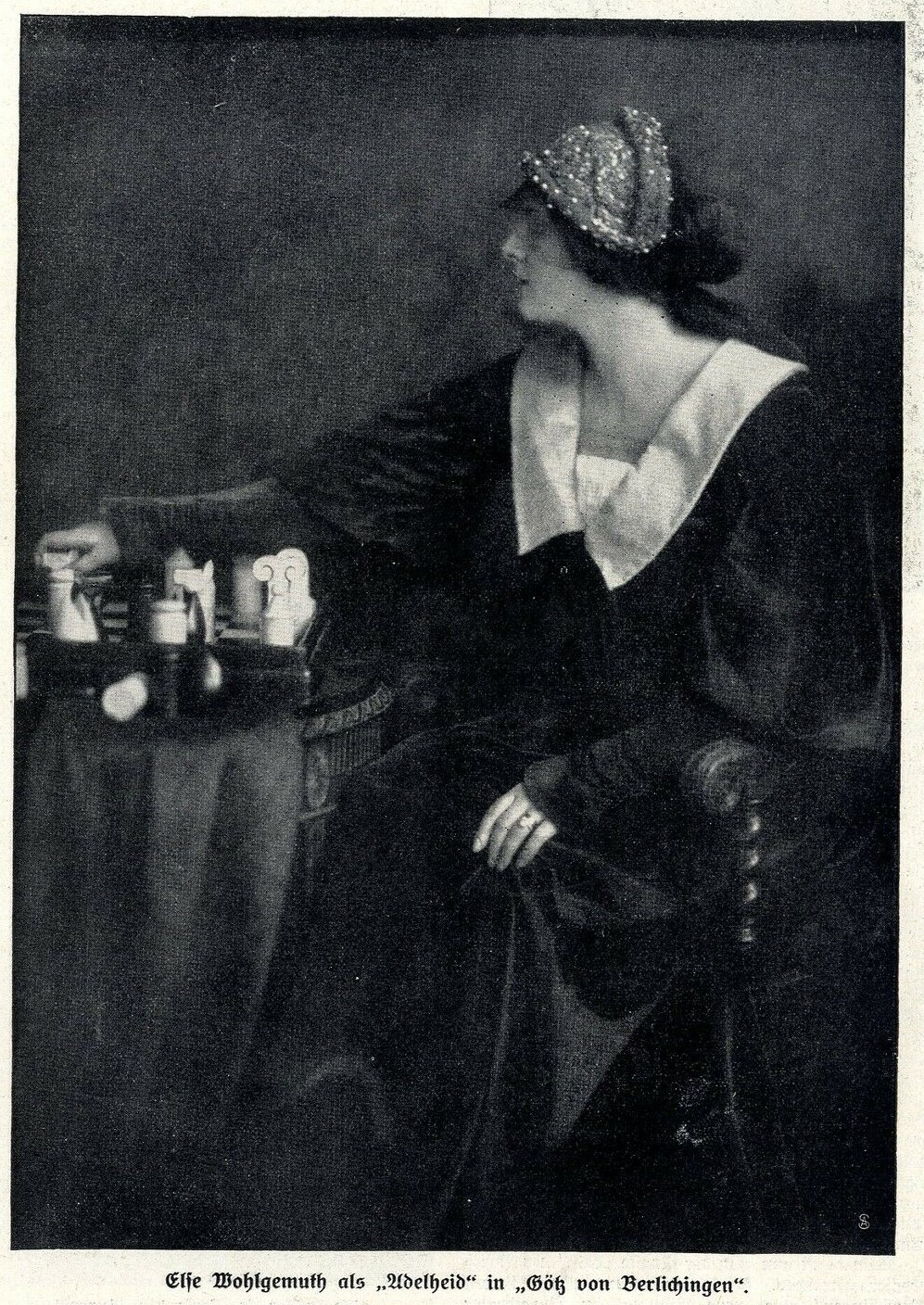
Else Wohlgemuth als Adelheid in Götz von Berlichingen, 1911